# Sam Mostyn

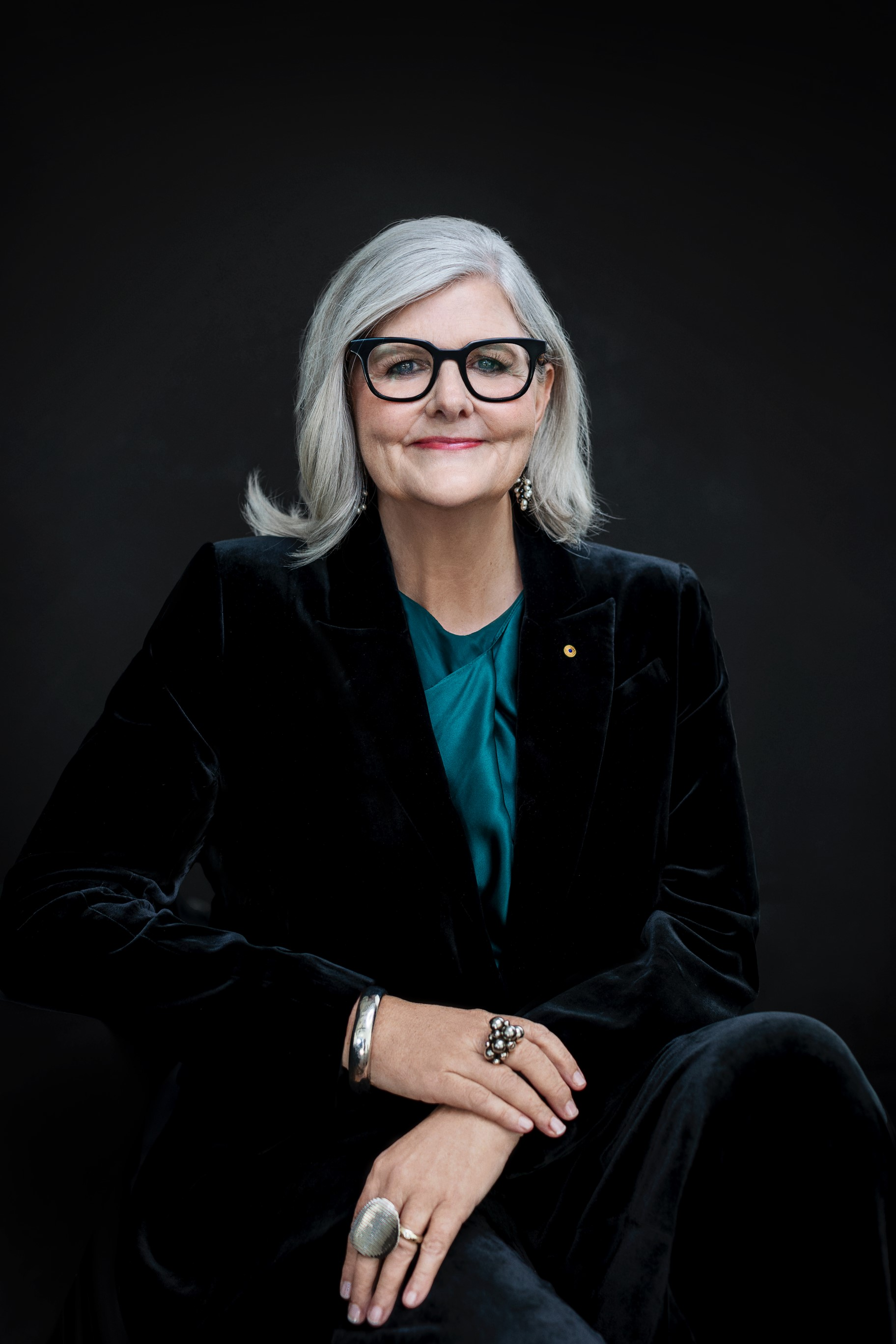
Offizielles Porträt, 2024

Samantha Joy Mostyn AC (* 13. September 1965 in Canberra) ist eine australische Anwältin und Geschäftsfrau, die seit Juli 2024 Generalgouverneurin von Australien ist. Mostyn engagiert sich insbesondere für den Klimaschutz und die Gleichstellung der Geschlechter.